# Balbaroo
Balbaroo (Белберу) — рід родини белберових.